# Крутцен, Пауль
Па́уль Йо́зеф Кру́тцен (нидерл. Paul Jozef Crutzen; 3 декабря 1933[…], Амстердам — 28 января 2021, Майнц) — нидерландский химик, специалист по химии атмосферы, нобелевский лауреат — за исследования озоновых дыр в атмосфере. В основном занимался химией стратосферы и тропосферы, её ролью в биогеохимических циклах и формировании климата. 
Доктор, являлся директором Института химии Общества Макса Планка (Майнц, Германия).
Член KNAW, Леопольдины, НАН США и РАН, Лондонского королевского общества, Американского философского общества, др.
В 2001 году ISI указывал его наиболее цитируемым учёным в мире по геонаукам за прошедшее десятилетие.
Стал одним из наиболее известных учёных, изучающих глобальное потепление и привлёкшим мир к этому явлению. Также является автором теории ядерной зимы — вероятного состояния климата Земли в случае глобальной ядерной войны. Был активным сторонником геоинженерии — концепции активного вмешательства в природу с целью изменения свойств климата, замедляющих или предотвращающих пагубное его изменение. В частности поддерживал идею массированного выброса различных аэрозольных частиц (прежде всего диоксида серы) в земную стратосферу для отражения солнечного излучения.

Положение катастрофично и край близок. Есть люди, которым это нравится, но не мне.Оригинальный текст (швед.)Läget är katastrofalt, men det är inte riktigt dags än. Det finns folk som tycker det, men inte jag.
— П. Крутцен, Forskning & Framsteg, 2009
В 2000 году Пауль Крутцен вместе с Юджином Штормером предложили термин «антропоцен» для описания современной геологической эпохи.
Нобелевскую премию по химии в 1995 году получил за демонстрацию в 1970 году того, что химические соединения оксида азота ускоряют разрушение стратосферного озона, который защищает Землю от ультрафиолетового излучения Солнца. Он разделил премию с химиками Марио Молиной (Мексика) и Шервудом Роулендом (США).
Подписал «Предупреждение человечеству» (1992).

## Биография
Степень Filosofie Kandidat’а получил в 1963 году, а Filosofie Licentiat’а по метеорологии — в 1968 году.
Докторскую степень по метеорологии получил в Стокгольмском университете в 1973 году (научные руководители Джон Хафтон и R.P. Wayne, и тот и другой — из Оксфорда).
В 1954—1958 годах работал в Амстердаме. В 1956—1958 годах проходил военную службу. В 1958—1959 годах работал в Швеции. В 1959—1974 годах работал на кафедре метеорологии Стокгольмского университета. В 1969—1971 годах постдок в Оксфорде и приглашённый член Колледжа Сейнт Кросс. В 1974—1980 годах работал в г. Боулдере, штат Колорадо, США. В 1976—1981 годах также адъюнкт-профессор кафедры атмосферных наук Университета штата Колорадо. В 1980—2000 годах член Общества Макс-Планка, ныне эмерит. В 1987—1991 годах также профессор на кафедре геофизических наук Чикагского университета, а в 1992—2008 годах профессор Института океанографии Скриппса (затем эмерит-профессор) и в 1997—2000 годах профессор Университета Утрехта (затем эмерит). С 2004 года связан с Международным институтом прикладного системного анализа (Австрия).
В 1993—1997 годах член консультативного совета IMAU (Institute for Marine and Atmospheric Research, Utrecht). В 1993—1998 годах эксперт Программы ООН по окружающей среде. С 1993 года член консультативного совета Volvo Environment Prize, и с 1994 года — комитета бельгийской Prix Lemaitre.
В прошлом редактор Journal of Atmospheric Chemistry, ныне член редколлегии, также в «Tellus», «Climate Dynamics», «Issues in Environmental Science and Technology», «Mitigation and Adaptation Strategies for Global Change». В 1993—1999 годах редактор обзоров «Science».
Академическое членство: Американский геофизический союз (1986), Американская академия искусств и наук (иностранный почётный член, 1986), Европейская академия (член-основатель, 1988), Королевская академия наук и искусств Нидерландов (членкор, 1990), Шведская королевская академия наук (1991), Шведская королевская академия инженерных наук (1991), Леопольдина (1991, с 2014 года — почётный член), Национальная академия наук США (иностранный член, 1994), Папская академия наук (1996), European Academy of Arts, Sciences and Humanities (Париж, действительный член, 1996), Американское метеорологическое общество (почётный член, 1997), Академия деи Линчеи (1997), Российская академия наук (иностранный член, 1999), Шведское метеорологическое общество (почётный член, 2000), Европейский союз наук о Земле (почётный член, 2004), Лондонское королевское общество (иностранный член, 2006), Американское философское общество (иностранный член, 2007), Европейская академия наук и искусств (Австрия, почётный член, 2008), Naturforschende Gesellschaft zu Emden (Германия, почётный член, 2011), Royal Netherlands Chemical Society (почётный член, 2017).
Почётный профессор Майнцского университета (1993), колледжа наук об окружающей среде Пекинского университета (2004), Университета Тунцзи (2005). Почётное докторство, среди прочих: Льежский университет (1997), Тель-Авивский университет (1997), Чилийский университет (1997), Афинский университет (1998).
Был женат, двое детей.

## Награды и премии[11]
- 1984 — Rolex-Discover Scientist of the Year
- 1985 — Премия Лео Силарда Американского физического общества за «физику в общественных интересах»
- 1989 — Премия Тайлера
- 1991 — Volvo Environment Prize
- 1994 — Environment Prize (German Environment Foundation)[англ.]
- 1994 — Премия Макса Планка
- 1995 — Нобелевская премия по химии
- 1995 — Global Ozone Award Программы ООН по окружающей среде за «Outstanding Contribution for the Protection of the Ozone Layer»
- 1996 — включен в Global 500 Roll of Honour[англ.] Программы ООН по окружающей среде
- 1996 — Орден Нидерландского льва, командор
- 1996 — Орден «За заслуги перед Федеративной Республикой Германия»
- 2003 — Золотая медаль Афинской академии
- Большая золотая медаль имени М. В. Ломоносова, высшая награда Российской академии наук (2019)